# Nicolás Gaitán
Osvaldo Nicolás Fabián Gaitán (født 23. februar 1988 i Buenos Aires, Argentina) er en argentinsk fodboldspiller, der spiller som offensiv midtbanespiller i den kinesiske Super League-klub Dalian Yifang. Han har spillet for klubben siden 2018. Tidligere har spilletfor Boca Juniors i sit hjemland, for SL Benfica i Portugal og for Atlético Madrid i Spanien.
Med Boca Juniors vandt Gaitán i 2008 det argentinske mesterskab mens han med Benfica var med til at vinde hele tre portugisiske mesterskaber.

## Landshold
Gaitán står (pr. marts 2018) noteret for 16 kampe og to mål for Argentinas landshold, som han debuterede for den 30. september 2009 i en venskabskamp mod Ghana. 

## Titler
Primera División de Argentina
- 2008 (Apertura) med Boca Juniors

Primeira Liga
- 2014, 2015 og 2016 med SL Benfica

Taça de Portugal
- 2014 med SL Benfica

Taca da Liga
- 2011, 2012, 2014, 2015 og 2016 med SL Benfica